# Lince Dorado
José Rafael Cordero (Camden, Nueva Jersey, 11 de mayo de 1987), conocido como Lince Dorado, es un luchador profesional estadounidense de origen puertorriqueño. Actualmente trabaja como entrenador para la empresa WWE.
También es conocido por su pasó por la promoción Chikara.

## Carrera

### Chikara

#### Debut (2007-2008)
Dorado comenzó su entrenamiento en México con El Pantera hasta que se dirigió a los Estados Unidos a principios de 2007. El 17 de febrero, Dorado, Pantera y Sicodelico, Jr. hicieron su debut en Chikara como parte del primer torneo King of Trios de Chikara. El equipo tuvo un impacto impresionante, ya que avanzaron a las semifinales antes de caer ante el equipo de Mike Quackenbush y ShaneSaw (Shane Storm y Jigsaw). Poco después del torneo, se mudó a los EE. UU. y comenzó a residir en Nueva Jersey para competir por Chikara además de varias promociones en el área. Dorado rápidamente obtuvo el apoyo de los fanáticos debido a su estilo de lucha de alto vuelo y pronto ingresó al primer torneo Rey de Voladores , que reunió a algunos de los luchadores de alto vuelo más talentosos del circuito independiente . A pesar de avanzar a la final, incluida una sorpresiva victoria sobre el luchador Chikara Jigsaw, Dorado perdió el torneo Chuck Taylor . [9] En el fin de semana del Aniversario, [10]Dorado comenzó su primera pelea en Chikara contra el "Maravilloso" Mitch Ryder que regresaba, que surgió de la aversión "patriótica" de Ryder por "los inmigrantes ilegales mexicanos", de los que afirmaba que Dorado formaba parte. Durante el transcurso de la disputa, Dorado obtuvo una gran victoria sorpresiva sobre Chris Hero a través de la sumisión con el Chikara Special. La disputa culminó cuando Dorado derrotó a Ryder en noviembre en una pelea de cabello contra máscara . Sin embargo, su partido ganó cierta notoriedad después de que Dorado sufriera una convulsión y una conmoción cerebral severa después de que giró en exceso un sentón de estrella fugaz al final del partido que resultó en que su cabeza golpeara la lona. Después del partido, Dorado comenzó a sufrir una convulsión y Chikara lo atendió.Daizee Haze antes de que lo desenmascararan (aunque le colocaron una toalla sobre la mitad superior de la cara para ocultar su identidad) y luego lo sacaron de la arena en una ambulancia. En diciembre, Dorado fue dado de alta del hospital y regresó a Chikara ese mismo mes, donde distrajo a Ryder durante su partido con Tim Donst, lo que le permitió a Donst obtener una sorpresiva victoria.

#### King of Trios & The Future is Now (2008–2009)

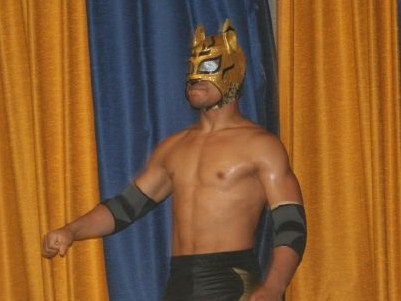
Dorado en 2008

Dorado regresaría al ring en enero, formando equipo con Claudio Castagnoli y Ophidian para derrotar a Mike Quackenbush, Tim Donst y Amasis en una lucha de Trios Increíbles. Durante el combate, Dorado utilizó un estilo de lucha más arraigado en lugar de su estilo habitual de alto vuelo. Dorado luego ingresó al torneo King of Trios, donde se reincorporó a El Pantera y se alineó con el luchador Incognito para formar Los Luchadores de México. El equipo continuaría ganando el torneo, finalmente derrotando a The BLKOUT (Eddie Kingston , Ruckus y Joker) después de que Dorado hiciera que Kingston se sometiera con el Chikara Special. Después del torneo, no se vio a Kingston durante un par de meses después. Cuando Kingston regresó, inmediatamente apuntó a Dorado y lo derrotó varias veces, pero repetidamente no logró mantenerlo deprimido, lo que llevó a Kingston al punto de la locura total. Aparte de su enemistad con Kingston, Dorado se unió al ex enemigo Jimmy Olsen (quien, en ese momento, comenzó a competir como él mismo y como el segundo Equinox) y Helios para formar The Future is Now con el fin de enemistarse con The UnStable (Vin Gerard). el primer Equinoccio), STIGMA y Colin Delaney). A fines de 2008, Olsen (como Equinox) y Dorado ganaron la primera Lotería Letal y así obtuvieron los tres puntos necesarios para competir por elCampeonatos de Parejas . Olsen (como Equinox) y Dorado, desafiaron a los campeones The Osirian Portal en el evento "Armdrags to Riches" de Chikara el 16 de noviembre de 2008, en un combate de dos de tres caídas . Aunque Dorado ganó el primer pinfall , Portal finalmente retuvo el título después de vencer a Dorado y luego a Equinox. El 22 de noviembre de 2009, en el final de la octava temporada, Three-Fisted Tales Dorado desafió al jugador Dos por la Young Lions Cup , pero fue derrotado después de que Dos German suplexó.él en los escalones del ring. Después del partido, Equinox y Helios llevaron a Dorado detrás del escenario en una escena que recuerda los eventos de dos años antes.

#### Bruderschaft des Kreuzes (2010–2011)

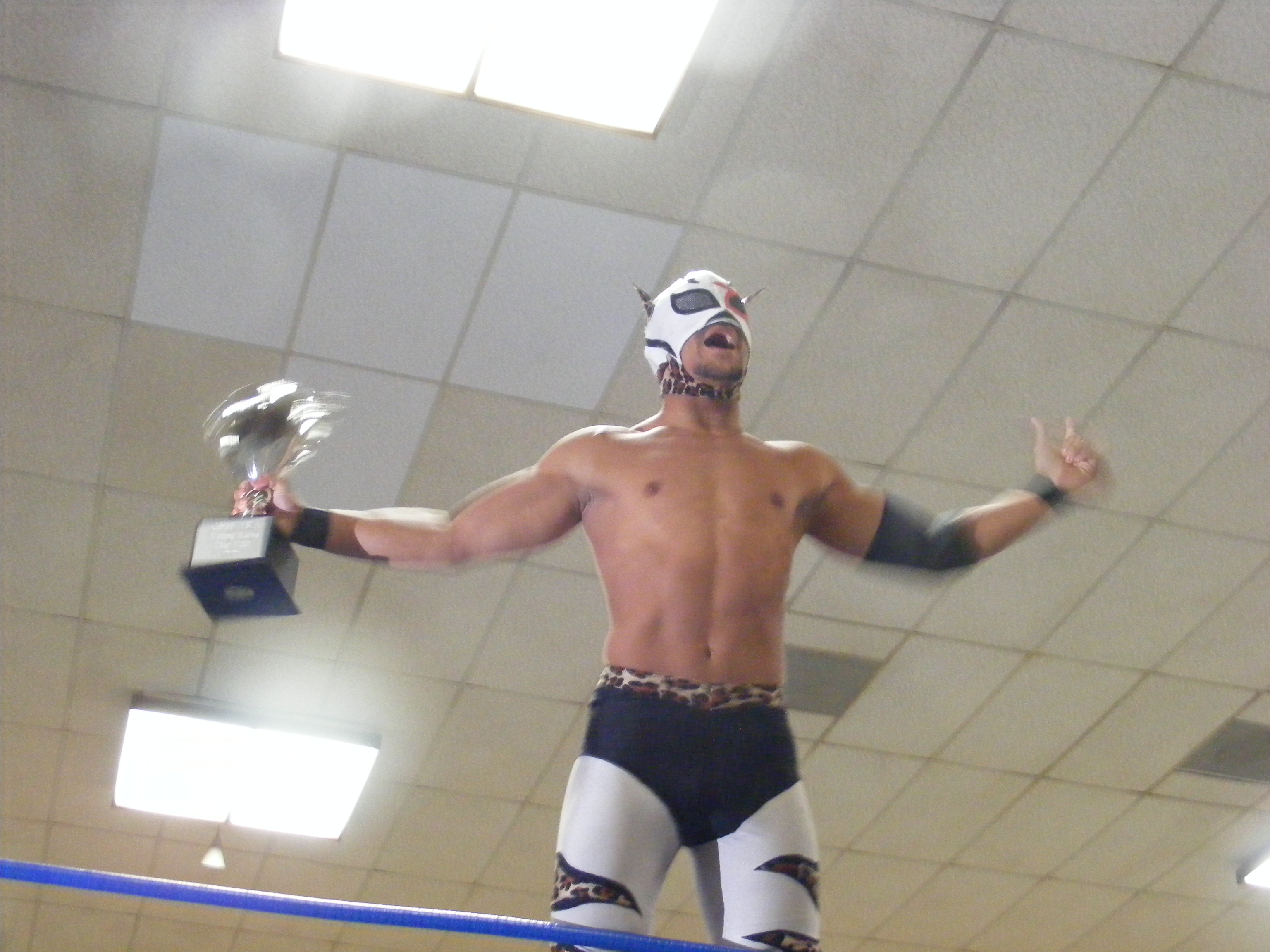
Dorado con su atuendo BDK, sosteniendo la Copa Young Lions, antes de perderla ante Frightmare

El 31 de enero de 2010, en el estreno de la novena temporada, Dorado y Equinox estaban programados para ser parte del equipo de Mike Quackenbush que iba a luchar contra el establo de rudo Bruderschaft des Kreuzes (BDK). Sin embargo, durante la lucha por equipos de ocho hombres, Dorado encendió a Equinox y se unió a BDK, quien ganó la lucha, cuando Claudio Castagnoli cubrió al reemplazo de Dorado en el equipo de Quackenbush, Eddie Kingston . Posteriormente, Dorado explicó su turno afirmando que la audiencia de Chikara nunca lo aceptó, a pesar de su atletismo superior y sus dos lesiones graves sufridas dentro del ring de Chikara. El 20 de marzo en Wit, Verve, and a Bit o' Nerve, Dorado, ahora con un nuevo atuendo blanco y con el tema de BDK, derrotó a su excompañero de equipo Equinox en un combate individual. [19] El 28 de agosto de 2010, Dorado primero derrotó a Gregory Iron en un combate individual y luego a Adam Cole , Cameron Skyy, Keita Yano, Obariyon y Ophidian en un combate de eliminación de seis vías para llegar a la final de la octava edición anual de Young. Torneo Copa de Leones. Al día siguiente, Dorado fue derrotado en la final por Frightmare. En octubre de 2010, Dorado realizó su primera gira por Japón con Osaka Pro Wrestling . [22]Se anunció que Dorado participaría en los espectáculos de Chikara el 12 y 13 de marzo de 2011, pero terminó no apareciendo en los espectáculos. Después del fin de semana, el perfil de Dorado se eliminó silenciosamente del sitio web de Chikara, lo que confirma su salida de la promoción.

### Circuito independiente (2007-2016)
Después de hacer su debut en Chikara, Dorado luchó esporádicamente para muchas promociones diferentes durante su permanencia en Chikara. En mayo de 2008, Dorado ganaría la Copa Revolucha de Independent Wrestling Revolution tras derrotar a Josh Abercrombie en una final de dos de tres caídas. Dorado hizo su debut para Dragon Gate USA en Open the Heroic Gate en un dark match donde derrotó a otros siete luchadores. El 9 de octubre de 2009, Dorado ganó el Torneo Sweet Sixteen en F1RST Wrestling, derrotando a otros tres hombres en la final. Un mes después participó en el torneo Open the Freedom Gate Championship , perdiendo ante Gran Akuma .en la primera ronda. Dorado comenzó el 2010 al perder ante Rich Swann en un combate por el vacante Real Championship Wrestling Cruiserweight Championship. El 26 de marzo, Dorado ganó el Garden State Pro Wrestling Championship al ganar un torneo por el título vacante. En mayo, Dorado perdió ante Shiima Xion en la primera ronda del Super Indy IX para International Wrestling Cartel. Dos meses después, volvería a perder ante Xion, pero esta vez fue por el Campeonato IWC Super Indy. Dorado ganó el F1 Heritage Championship después de ganar un partido de juegos de guerra, y luego lo dejó vacante después de un reinado de 84 días. En diciembre, Dorado debutó para Full Impact Pro , perdiendo ante Craig Classic en la primera ronda de la Jeff Peterson Memorial Cup .
Después de dejar Chikara, Dorado lucharía principalmente para Vintage Wrestling, I Believe in Wrestling, Florida Underground Wrestling, IGNITE Wrestling y, en menor medida, Dragon Gate USA y sus afiliados. Lince Dorado también comenzó a trabajar para Dreamwave Wrestling en 2013. El 14 de marzo de 2014, Dorado derrotó a Gran Akuma en Everything Burns de Full Impact Pro y ganó el Campeonato Florida Heritage de FIP .

### Total Nonstop Action Wrestling (2012-2013)
El 4 de octubre de 2012, Dorado luchó una prueba dark match para la (TNA), frente a Kazarian. El 12 de enero de 2013, Dorado participó en la grabación del programa X-Travaganza (emitido el 5 de abril de 2013 ), luchando en una de pelea de siete hombres en Xscape, que fue ganado por Christian York.

### WWE (2016-2021)

#### Cruiserweight Classic (2016)
El 3 de abril, Dorado fue anunciado como participante en el torneo de Cruiserweight Classic. El torneo inició el 23 de junio con Dorado derrotar a Mustafa Ali en su partido de primera ronda. El 14 de julio, Dorado fue eliminado del torneo por Rich Swann.

#### WWE 205 Live (2016-2018)
El 22 de julio, se informó de Dorado había firmado un contrato con la WWE. El 16 de septiembre se informó que Dorado sería parte de la división de pesos crucero en la marca Raw.
El 26 de septiembre, debutó siendo derrotado junto con Drew Gulak por Cedric Alexander y Rich Swann. EL 10 de octubre en Raw, formó equipo con Sin Cara donde derrotaron a Drew Gulak y Tony Nese.
Realizó su debut en WWE 205 Live cayendo ante Ariya Daivari.
Después de varios combates en 205 Live y en Main Event hasta 2018. En 2018 , en el Royal Rumble hizo equipo junto a Kalisto & Gran Metalik para derrotar a TJP, Jack Gallagher & Brian Kendrick durante el Kick Off.
En el 205 Live del 30 de enero fue derrotado por su amigo Kalisto en la primera ronda del Torneo por el vacante Campeonato Peso Crucero. Luego pasaría a formar el Stable de Lucha House Party con Kalisto & Gran Metalik. En octubre, volvería a Raw debutando con el Stable The Lucha House Party derrotando a The Revival(Dash Wilder & Scott Dawson), entrando así en una rivalidad con ellos derrotándolos en varias oportunidades en combates de The Lucha House Party Rules durante las siguientes semanas. Luego participarían en un Fatal-4-Way Match donde también estarían incluidos The B-Team, The Revival & A.O.P por una oportunidad a los Campeonatos en Pareja de Raw, Sin embargo perdieron ganando The Revival. Luego el stable participaría en el Fresh-Off Battle Royal por una oportunidad por el Campeonato Intercontinental en Raw pero fue eliminado por Apollo Crews ganando este último. Luego entrando en el 2019 perderían frente a The Revival el 14 de enero en Raw. Luego entrarían en un feudo con Mike Kanellis & Maria Kanellis en 205 Live. En Wrestlemania 35 participó del André the Giant Memorial Battle Royal en donde fue eliminado por Braun Strowman.
El 30 de abril en 205 Live junto con Gran Metalik (Lucha House Paty)derrotaron a los que regresaron a 205 Live The Singh Brothers(Sunil & Samir) con los cuales tendrían un feudo en 205 Live.
En Money In The Bank junto con Lucha House Party, atacaron a Lars Sullivan comenzando un feudo contra él en Raw, ya que las siguientes semanas en Raw tendrían encuentros ya sea que eran atacados por Sullivan o atacaban a Sullivan, y su feudo se llevó hasta Super Show-Down donde perdieron por descalificacion en un 3 on 1 Handicap Match, pero después de la lucha sería atacados por Sullivan, y el Raw del 10 de junio terminó el feudo en un 3 on 1 Hadicap Elimination Match, ganando Sullivan.
En el 205 Live del 3 septiembre derrotaría a Humberto Carrillo, incluyéndose en el combate contra Drew Gulak & Humberto Carrillo por el Campeonato Peso Crucero en Clash Of Champions, pero sería atacado por Gulak & Tony Nese, que también atacarían a Carrillo y la semana siguiente en 205 Live junto a Humberto Carrillo & Gran Metalik derrotaron al Campeón Peso Crucero de la WWE Drew Gulak, Tony Nese & Ariya Daivari. En el Kick-Off de Clash Of Champions se enfrentó a Drew Gulak y a Humberto Carrillo en una Triple Threat Match por el Campeonato Peso Crucero de la WWE, combate que no pudo ganar.

#### SmackDown (2019-2020)
Durante el Draft, junto a Kalisto & Gran Metalik fueron traspasados a SmackDown!. En Crown Jewel, junto Gran Metalik se enfrentaron a The O.C. (Luke Gallows & Karl Anderson), The Viking Raiders (Erik & Ivar), The New Day(Big E & Kofi Kingston), Heavy Machinery (Otis & Tucker), The Revival(Dash Wilder & Scott Dawson), Curt Hawkins & Zack Ryder, Dolph Ziggler & Robert Roode y The B-Team(Curtis Axel & Bo Dallas) en un Tag Team Turmoil Match por la Copa Mundial de la WWE, entrando de #2, sin embargo fueron eliminados por Roode & Ziggler. En el Kick-Off de Survivor Series, junto a Gran Metalik se enfrentaron a Street Profits(Angelo Dawkins & Montez Ford), Dolph Ziggler & Robert Roode, The Forgotten Sons (Steve Cutler & Wesley Blake) (con Jaxson Ryker), Curt Hawkins & Zack Ryder, Imperium (Fabian Aichner & Marcel Barthel) (con WALTER), Heavy Machinery (Otis & Tucker), Breezango (Fandango & Tyler Breeze), The Revival (Dash Wilder & Scott Dawson) y The O.C. (Luke Gallows & Karl Anderson) en un Interbrand Tag Team Battle Royal Match, eliminando a The Forgotten Sons, sin embargo fueron eliminados por The Street Profits. En el SmackDown del 6 de diciembre, junto a Gran Metalik se enfrentaron a Heavy Machinery(Otis & Tucker), The Revival(Dash Wilder & Scott Dawson), Shorty G & Mustafa Ali en un Fatal-4 Way Elimination Tag Team Match por una oportunidad a los Campeonatos en Parejas de SmackDown! de The New Day(Big E & Kofi Kingston) en TLC: Tables, Ladders & Chairs, sin embargo fueron eliminados por Heavy Machinery.
Comenzando el 2020, en el SmackDown! del 31 se enero, junto a Gran Metalik se enfrentaron a Heavy Machinery(Otis & Tucker), The Revival(Dash Wilder & Scott Dawson)John Morrison & The Miz en un Fatal-4 Way Tag Team Match por una oportunidad a los Campeonatos en Parejas de SmackDown! de The New Day(Big E & Kofi Kingston) en Super ShowDown, sin embargo perdieron. En el SmackDown! posterior se anunció que junto a Gran Metalik se enfrentarían a John Morrison & The Miz, The New Day (Kofi Kingston & Big E), Heavy Machinery (Otis & Tucker), Dolph Ziggler & Robert Roode y The Usos (Jimmy Uso & Jey Uso) en un Elimination Chamber Match por los Campeonatos en Parejas de SmackDown! en Elimination Chamber, en el SmackDown! del 6 de marzo, junto a Gran Metalik se enfrentaron a John Morrison & The Miz, The New Day (Kofi Kingston & Big E), Heavy Machinery (Otis & Tucker), The Usos (Jimmy Uso & Jey Uso), Dolph Ziggler & Robert Roode en un Tag Team Gauntlet Match, donde el equipo ganador será el último puesto en entrar en la Elimination Chamber Match por los Campeonatos en Parejas de SmackDown! en Elimination Chamber, entrando de #3, sin embargo fueron eliminados por Heavy Machinery. En Elimination Chamber, junto a Gran Metalik se enfrentó a John Morrison & The Miz, The New Day(Kofi Kingston & Big E), Heavy Machinery (Otis & Tucker), Dolph Ziggler & Robert Roode y The Usos (Jimmy Uso & Jey Uso) en un Elimination Chamber Match por los Campeonatos en Parejas de SmackDown!, entrando de #5, sin embargo fueron los 1.os eliminados por Heavy Machinery. En el SmackDown! posterior a WrestleMania 36, junto a Gran Metalik fueron derrotados por The Forgotten Sons (Steve Cutler & Wesley Blake) (con Jaxson Ryker), quienes hacían su debut, en el SmackDown! del 24 de abril, junto a Gran Metalik derrotaron John Morrison & The Miz, siendo su primera victoria en SmackDown!, la siguiente semana en SmackDown! junto a Gran Metalik & The New Day(Big E & Kofi Kingston) fueron derrotados por The Forgotten Sons(Steve Cutler & Wesley Blake) (con Jaxson Ryker), John Morrison & The Miz, se anunció que junto a Gran Metalik se enfrentarían a The New Day(Kofi Kingston & Big E), The Forgotten Sons (Steve Cutler & Wesley Blake) (con Jaxson Ryker), John Morrison & The Miz en una Fatal-4 Way
Tag Team Match por los Campeonatos en Parejas de SmackDown! en Money In The Bank. En Money In The Bank, junto Gran Metalik se enfrentaron a The New Day(Big E & Kofi Kingston), The Forgotten Sons (Steve Cutler & Wesley Blake) (con Jaxson Ryker), John Morrison & The Miz en una Fatal-4 Way
Tag Team Match por los Campeonatos en Parejas de SmackDown!, sin embargo, perdieron. En el SmackDown! del 29 de mayo, se enfrentó a Sheamus, King Corbin, Dolph Ziggler, Shinsuke Nakamura, Shorty G, Jey Uso, Cesaro, Gran Metalik y a Drew Gulak en una Battle Royal Match para reemplazar a Jeff Hardy en el Torneo por el vacante Campeonato Intercontinental, debido a que fue arrestado(kayfabe), sin embargo fue el primer eliminado por Corbin, en el SmackDown! del 19 de junio, junto a Gran Metalik fueron derrotados por los Campeones en Parejas de SmackDown! The New Day(Big E & Kofi Kingston) en un combate no titular, la siguiente semana en SmackDown!, junto a Gran Metalik & The New Day(Big E & Kofi Kingston) derrotaron a Cesaro, Shinsuke Nakamura, John Morrison & The Miz, en el SmackDown! del 24 de julio, se enfrentó a Drew Gulak, Shorty G y a su compañero Gran Metalik en una Fatal-4 Way Match por una oportunidad al Campeonato Intercontinental de la WWE de A.J. Styles, sin embargo perdió, la siguiente semana en SmackDown!, acompañó a su compañero Gran Metalik en su combate contra A.J. Styles por el Campeonato Intercontinental de la WWE, sin embargo Metalik perdió, después del combate fue atacado por Styles, la siguiente semana en SmackDown!, fue derrotado por el Campeón en Parejas de SmackDown! Cesaro, comenzando un feudo junto a Gran Metalik contra Cesaro & Shinsuke Nakamura por los Campeonatos en Parejas de SmackDown!, la siguiente semana en SmackDown!, Kalisto regresó de una lesión, ayudando a Gran Metalik a derrotar al Campeón en Parejas de SmackDown! Shinsuke Nakamura, la siguiente semana en SmackDown!, junto a Gran Metalik se enfrentaron a. Cesaro & Shinsuke Nakamura por los Campeonatos en Parejas de SmackDown!, sin embargo perdieron, después del combate, Kalisto lo recriminó por perder el combate, pero lo empujó, siendo separados por Gran Metalik, en el SmackDown! del 11 de septiembre, sus compañeros Gran Metalik & Kalisto derrotaron a los Campeones en Parejas de SmackDown! Cesaro & Shinsuke Nakamura en un combate no titular, debido a la distracción de The Street Profits(Angelo Dawkins & Montez Ford), obteniendo junto a Gran Metalik & Kalisto una oportunidad a los Campeonatos en Parejas de SmackDown! en Clash Of Champions. En el Kick-Off de Clash Of Champions, junto a Kalisto se enfrentaron a Cesaro & Shinsuke Nakamura por los Campeonatos en Parejas de SmackDown!, sin embargo perdieron, 5 días después en SmackDown!, junto a Gran Metalik & Matt Riddle derrotaron a King Corbin, Cesaro & Shinsuke Nakamura, terminando el feudo contra Cesaro & Nakamura, durante el combate Kalisto intentó ayudarlos pero después del combate, encaró a Kalisto sin embargo fueron separados por Metalik y Riddle.

#### Raw (2020-2021)
Debido al Draft, junto a Gran Metalik fueron transferidos a Raw, separándose de Kalisto.
Comenzando el 2021, en el Raw Legends Night del 4 de enero, junto a Gran Metalik derrotaron a los Campeones en Parejas de Raw The Hurt Business(Cedric Alexander & Shelton Benjamin) en un combate no titular, en el Raw del 18 de enero, junto a Gran Metalik & Riddle fueron derrotados por The Hurt Business(Bobby Lashley, Cedric Alexander & Shelton Benjamin), en el Raw del 1.º de febrero, junto a Gran Metalik, se enfrentaron a The Hurt Business(Cedric Alexander & Shelton Benjamin) por los Campeonatos en Parejas de Raw, sin embargo perdieron, en el Raw del 15 de febrero, junto a Gran Metalik & Riddle derrotaron a The Hurt Business(M.V.P, Cedric Alexander & Shelton Benjamin), después del combate fueron atacados por Bobby Lashley, la siguiente semana en Raw, junto a Gran Metalik fueron derrotados por los Campeones en Parejas de Raw The Hurt Business(Cedric Alexander & Shelton Benjamin) en un Tornado Tag Team Match sin los títulos en juego, la siguiente semana en Raw, junto a Gran Metalik & Riddle derrotaron a RETRIBUTION(MACE, SLAPJACK & T-BAR), la siguiente semana en el Main Event emitido el 11 de marzo, junto a Gran Metalik fueron derrotados por RETRIBUTION(MACE & T-BAR), la siguiente semana en el Main Event emitido el 18 de marzo, derrotó a Akira Tozawa y en el Main Event emitido el 8 de abril, junto a Gran Metalik derrotaron a Akira Tozawa & Angel Garza. En el SmackDown! WrestleMania Edition, junto a su compañero Gran Metalik, participó en el André the Giant Memorial Battle Royal, eliminando a Kalisto, sin embargo fue eliminado por su compañero Gran Metalik. En el Main Event emitido el 22 de abril, derrotó a Drew Gulak, en el Raw del 3 de mayo, junto a Gran Metalik derrotaron a Cedric Alexander & Shelton Benjamin, en el Raw del 31 de mayo, junto a Gran Metalik fueron derrotados MACE & T-BAR, la siguiente semana en Raw, originalmente iba a participar junto a su compañero Gran Metalik en el Tag Team Battle Royal por una oportunidad a los Campeonatos en Parejas de Raw de AJ Styles & Omos, pero terminó participando individualmente representando a Lucha House Party debido a que Metalik se encontraba lesionado, sin embargo fue el primer eliminado por John Morrison, la siguiente semana en el Main Event emitido el 17 de junio, regreso a competir junto a Gran Metalik siendo derrotados por MACE & T-BAR,
WWE notificó la liberación de su contrato en noviembre de 2021.

### The Crash Lucha Libre (2022)
En el The Crash Show del 18 de marzo, se enfrentó a Cinta de Oro y a Penta Zero Miedo por el vacante Campeonato de Peso Completo de The Crash, sin embargo perdió.

### Regreso al Circuito Independiente (2022)
Se anunció que participaría en el primer evento de Wrestling Entertainment Series en Reino Unido.

### Major League Wrestling (2022)
Major League Wrestling anunció la firma de Lince Dorado y su debut en Kings of Colosseum. En Kings Of Colosseum, junto a Microman & Taya Valkyrie derrotaron a Arez, Mini Abismo Negro & Holidead y también fue derrotado por nZo. En MLW Fightland, derrotó a Shun Skywalker ganando el Campeonato Mundial Peso Medio de MLW por primera vez.

### Impact Wrestling (2023)
En Sacrifice, se enfrentó a Trey por el Campeonato de la División X de Impact!, sin embargo perdió.

### Regreso a WWE (2025-presente)
El 20 de enero de 2025, Dorado confirmó su regreso a WWE como entrenador para el Performance Center.

## Campeonatos y logros
- Championship Wrestling Entertainment
  - CWE Tag Team Championship (1 vez) – con Jon Cruz[53]
- Chikara
  - King of Trios (2008) – con Incógnito y El Pantera[54]
  - La Lotería Letal (2008)– con Jimmy Olsen[55]

- F1RST Wrestling
  - Sweet Sixteen Tournament (2009)[56]
- Garden State Pro Wrestling
  - GSPW World Championship (1 vez)[57]
- Dreamwave Wrestling
  - Dreamwave Alternative Championship (1 vez)[58]
- Force One Pro Wrestling
  - F1 Heritage Championship (1 vez)[59][60]
- Full Impact Pro
  - FIP Florida Heritage Championship (1 vez)[61]
- Future of Wrestling
  - FOW International Championship (1 vez)[62]
- RIOT Pro Wrestling
  - RIOT Tag Team Championship (1 vez) – con Aaron Epic[63][64]
- Southern Championship Wrestling Florida
  - SCW Florida Heavyweight Championship (1 vez)[63][65]
  - SCW Florida Cruiserweight Championship (1 vez)[66][67]
  - SCW Florida Cruiserweight Championship Tournament (2011)
  - GSPW Championship Tournament (2010)
- NWA Florida Underground Wrestling
  - NWA FUW Flash Championship (1 vez)[68]
- Independent Wrestling Revolution
  - Revolucha Cup (2008)

- The Wrestling Revolver
  - PWR Remix Championship (1 vez)
  - PWR Tag Team Championship (1 vez) — con Samuray Del Sol.

- Major League Wrestling
  - MLW World Middleweight Championship (1 vez)

- WWE
  - WWE 24/7 Championship (1 vez)

- Pro Wrestling Illustrated
  - Situado en el Nº395 en los PWI 500 de 2007[69]
  - Situado en el Nº275 en los PWI 500 de 2008[70]
  - Situado en el Nº249 en los PWI 500 de 2009[71]
  - Situado en el Nº239 en los PWI 500 de 2010[72]
  - Situado en el Nº363 en los PWI 500 de 2011[73]
  - Situado en el Nº336 en los PWI 500 de 2012[74]
  - Situado en el Nº444 en los PWI 500 de 2013[75]
  - Situado en el Nº388 en los PWI 500 de 2014[76]
  - Situado en el Nº370 en los PWI 500 de 2015[77]
  - Situado en el Nº294 en los PWI 500 de 2016[78]
  - Situado en el Nº233 en los PWI 500 de 2017[79]

- Otros títulos
  - Team HAMMA FIST Championship (1 vez)[80]

## Luchas de Apuesta
| Apuesta   | Ganador      | Perdedor     | Lugar                   | Fecha                   |        |
| --------- | ------------ | ------------ | ----------------------- | ----------------------- | ------ |
| Cabellera | Lince Dorado | Mitch Ryder  | 18 de noviembre de 2007 | Filadelfia, Pensilvania | [ 81 ] |
| Máscara   | Lince Dorado | Aiden Altair | 7 de abril de 2012      | Orlando, Florida        |        |
| Cabellera | Lince Dorado | Chasyn Rance | 12 de octubre de 2013   | Orlando, Florida        | [ 82 ] |